# Neufchâtel-sur-Aisne
Pour les articles homonymes, voir Neufchâtel.
Neufchâtel-sur-Aisne est une commune française située dans le département de l'Aisne, en région Hauts-de-France.

## Géographie

### Localisation
- 1Carte dynamique
- 2Carte OpenStreetMap
- 3Carte topographique
- 4Carte avec les communes environnantes

Au confluent de l'Aisne et de la Retourne, le village est aussi traversé par le canal des Ardennes.

### Hydrographie

#### Réseau hydrographique
La commune est située dans le bassin Seine-Normandie. Elle est drainée par l'Aisne, le canal latéral à l'Aisne, la Retourne, l'Aisne,,.
L'Aisne est un  cours d'eau naturel navigable de 256 km de longueur, traversant les cinq départements Meuse, Marne, Ardennes, Aisne, Oise. Elle est un affluent de rive gauche de l'Oise, ce qui fait d'elle un sous-affluent de la Seine.
Le canal latéral à l'Aisne relie Vieux-lès-Asfeld (Ardennes) à Celles-sur-Aisne (Aisne), en passant par Berry-au-Bac.
La Retourne, d'une longueur de 45 km, prend sa source dans la commune de Leffincourt et se jette  dans l'Aisne sur la commune, après avoir traversé 18 communes.

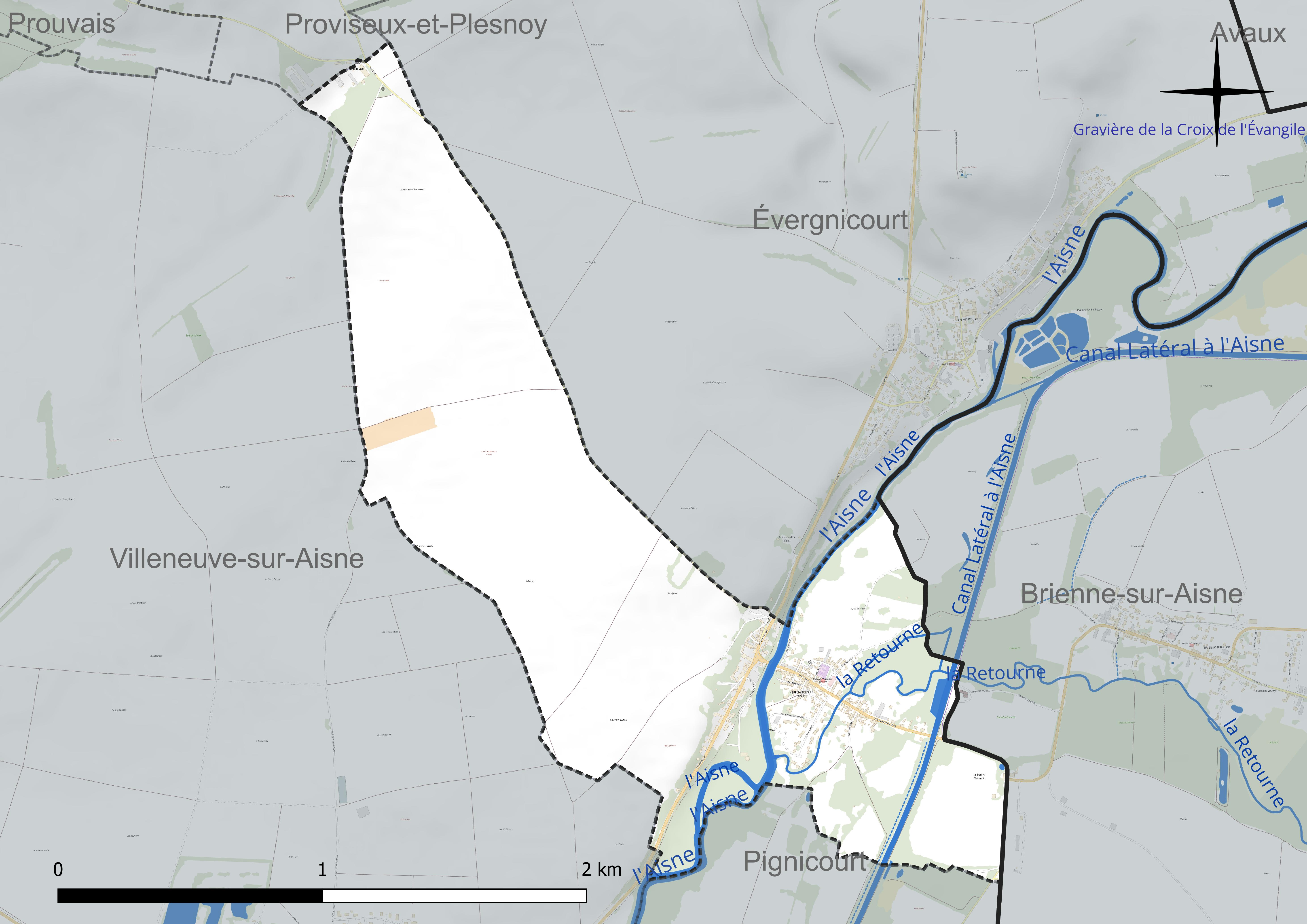
Réseau hydrographique de Neufchâtel-sur-Aisne.

#### Gestion et qualité des eaux
Le territoire communal est couvert par le schéma d'aménagement et de gestion des eaux (SAGE) « Aisne Vesle Suippe ». Ce document de planification, dont le territoire s'étend sur 3 096 km2 répartis sur trois départements (Aisne, Marne et Ardennes) et deux régions (Champagne-Ardenne et Picardie), a été approuvé le 16 décembre 2013. La structure porteuse de l'élaboration et de la mise en œuvre est le Syndicat d'aménagement des bassins Aisne Vesle Suippe (SIABAVES).
La qualité des cours d'eau peut être consultée sur un site spécial géré par les agences de l'eau et l'Agence française pour la biodiversité.

### Climat
Pour des articles plus généraux, voir Climat des Hauts-de-France et Climat de l'Aisne.
En 2010, le climat de la commune est de type climat océanique dégradé des plaines du Centre et du Nord, selon une étude du CNRS s'appuyant sur une série de données couvrant la période 1971-2000. En 2020, Météo-France publie une typologie des climats de la France métropolitaine dans laquelle la commune est exposée à un climat océanique altéré et est dans la région climatique Nord-est du bassin Parisien, caractérisée par un ensoleillement médiocre, une pluviométrie moyenne régulièrement répartie au cours de l'année et un hiver froid (3 °C).
Pour la période 1971-2000, la température annuelle moyenne est de 10,4 °C, avec une amplitude thermique annuelle de 15,1 °C. Le cumul annuel moyen de précipitations est de 663 mm, avec 11,6 jours de précipitations en janvier et 8,7 jours en juillet. Pour la période 1991-2020, la température moyenne annuelle observée sur la station météorologique la plus proche, située sur la commune de La Selve à 16 km à vol d'oiseau, est de 10,8 °C et le cumul annuel moyen de précipitations est de 710,7 mm,. Pour l'avenir, les paramètres climatiques de la commune estimés pour 2050 selon différents scénarios d'émission de gaz à effet de serre sont consultables sur un site spécial publié par Météo-France en novembre 2022.

## Urbanisme

### Typologie
Au 1er janvier 2024, Neufchâtel-sur-Aisne est catégorisée commune rurale à habitat dispersé, selon la nouvelle grille communale de densité à 7 niveaux définie par l'Insee en 2022.
Elle est située hors unité urbaine. Par ailleurs la commune fait partie de l'aire d'attraction de Reims, dont elle est une commune de la couronne,. Cette aire, qui regroupe 294 communes, est catégorisée dans les aires de 200 000 à moins de 700 000 habitants,.

### Occupation des sols
L'occupation des sols de la commune, telle qu'elle ressort de la base de données européenne d'occupation biophysique des sols Corine Land Cover (CLC), est marquée par l'importance des territoires agricoles (85,8 % en 2018), une proportion identique à celle de 1990 (85,8 %). La répartition détaillée en 2018 est la suivante : 
terres arables (71,3 %), zones agricoles hétérogènes (14,5 %), zones urbanisées (8,5 %), forêts (5,7 %).
L'évolution de l'occupation des sols de la commune et de ses infrastructures peut être observée sur les différentes représentations cartographiques du territoire : la carte de Cassini (XVIIIe siècle), la carte d'état-major (1820-1866) et les cartes ou photos aériennes de l'IGN pour la période actuelle (1950 à aujourd'hui).

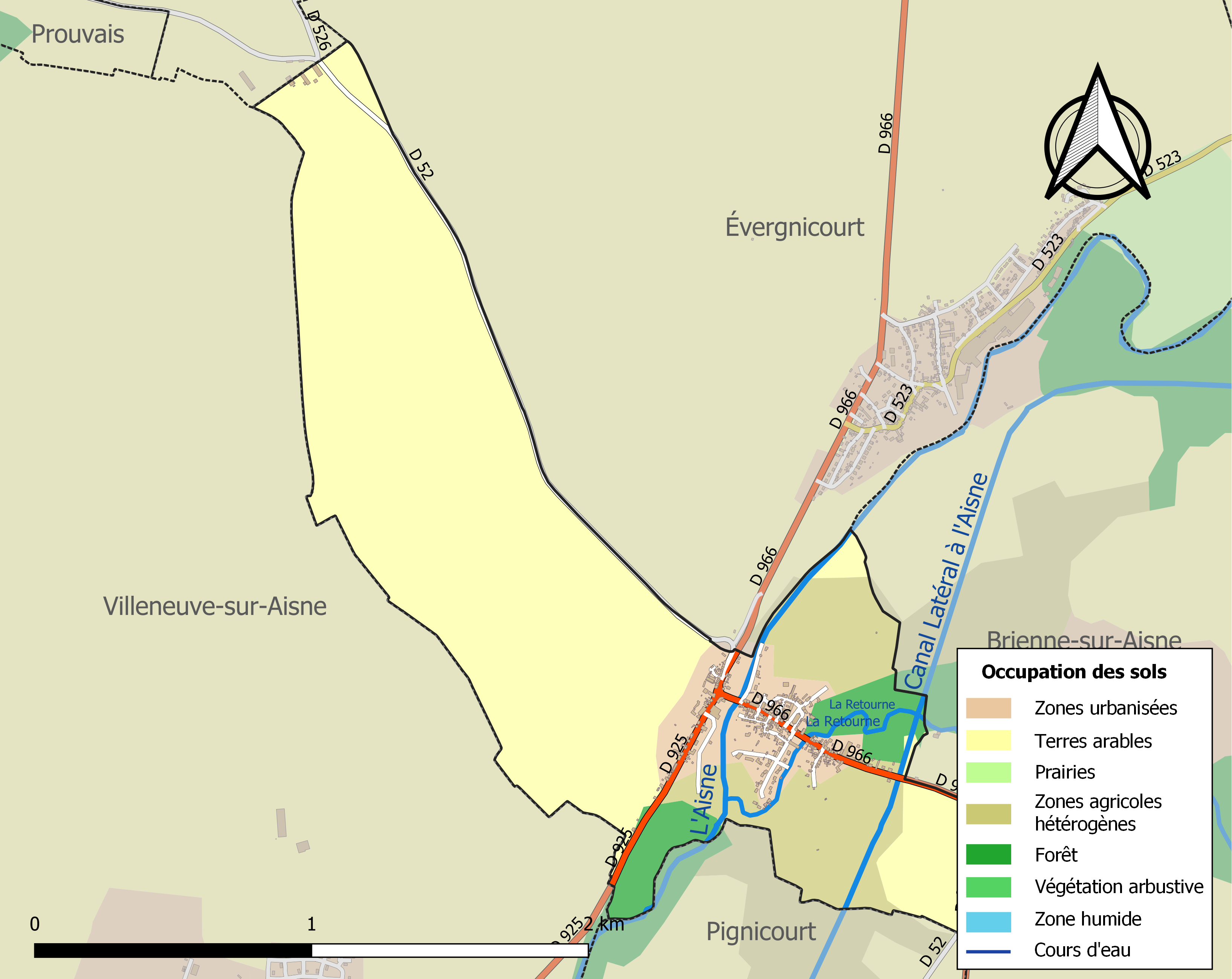
Carte de l'occupation des sols de la commune en 2018 (CLC).

## Hydrographie
La Rivière l'Aisne et la Rivière la Retourne sont les 2 cours d'eau traversant le territoire de la commune de Neufchâtel-sur-Aisne.

## Toponymie
Le nom de la localité est attesté sous les formes Novum-Castellum (741) ; Novum-Castrum (vers 1050) ; Nuefchastel (1268) ; Neufchastel (1320) ; Neufchastel-seur-Aisne (1325) ; Sancta-Crux-de-Novo-Castro, Sanctus-Nicholaus-de-Novo-Castro (1340) ; Nuefchastel-sur-Ayne en la comté de Roucy (1344) ; Novum-Castrum-super-Auxonam (1362) ; Nuefchastel-sur-Aixne (1367) ; Neufchastel-sur-Aixne (1416) ; Nuefchastel-sur-Axone (1457) ; Noefchastel (1479) ; Nœufchastel (1493) ; Neuschatel (1663) ; Neufchastel-en-Picardye (XVIIe siècle) ; Nazelle (1780).

De l'adjectif de l'oïl neuf et chastel « neuf village fortifié ».
L'Aisne est une rivière du nord de la France, dans les deux régions Grand Est et Hauts-de-France, traversant les cinq départements Meuse, Marne, Ardennes, Aisne, Oise.

## Histoire
Sous l'Ancien Régime, Neufchâtel-sur-Aisne est le chef-lieu d'un doyenné de même nom, dépendant de l'archidiaconé de Laon et du diocèse de Laon.

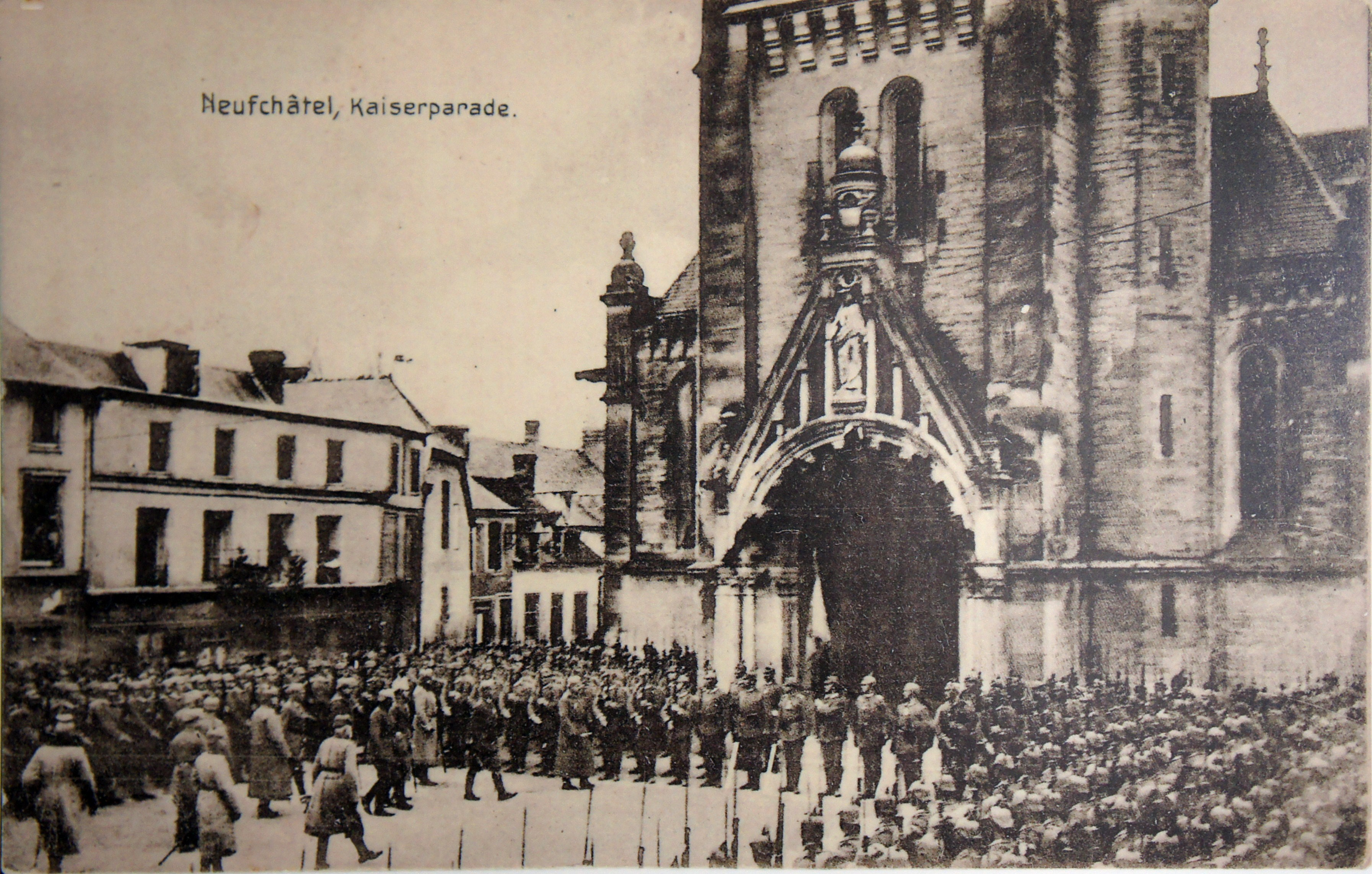
Parade allemande pour Guillaume II devant l'église pendant la Première Guerre mondiale.

La commune comptait autrefois une gare, ouverte en 1905. Elle était desservie par la ligne des chemins de fer de la banlieue de Reims qui reliait Guignicourt à Rethel via Évergnicourt et Asfeld. Elle a fermé aux voyageurs en 1940 et aux marchandises en 1987.

## Politique et administration

### Découpage territorial
La commune de Neufchâtel-sur-Aisne est membre de la communauté de communes de la Champagne Picarde, un établissement public de coopération intercommunale (EPCI) à fiscalité propre créé le 22 décembre 1995 dont le siège est à Saint-Erme-Outre-et-Ramecourt. Ce dernier est par ailleurs membre d'autres groupements intercommunaux.
Sur le plan administratif, elle est rattachée à l'arrondissement de Laon, au département de l'Aisne et à la région Hauts-de-France. Sur le plan électoral, elle dépend du canton de Villeneuve-sur-Aisne pour l'élection des conseillers départementaux, depuis le redécoupage cantonal de 2014 entré en vigueur en 2015, et de la première circonscription de l'Aisne  pour les élections législatives, depuis le dernier découpage électoral de 2010.

### Administration municipale
| Période                                  | Période                   | Identité       | Étiquette | Qualité                                         |
| ---------------------------------------- | ------------------------- | -------------- | --------- | ----------------------------------------------- |
| Les données manquantes sont à compléter. |                           |                |           |                                                 |
| 1940                                     | vers 1970                 | Auguste Demart | SE        |                                                 |
|                                          |                           | Jules Niverd   |           |                                                 |
| Les données manquantes sont à compléter. |                           |                |           |                                                 |
| mars 2001                                | mai 2020                  | André Nogas    | DVG       | Cadre supérieur Réélu pour le mandat 2014-2020, |
| mai 2020                                 | En cours (au 23 mai 2020) | Lionel Pierrot |           |                                                 |

## Démographie
L'évolution du nombre d'habitants est connue à travers les recensements de la population effectués dans la commune depuis 1793. Pour les communes de moins de 10 000 habitants, une enquête de recensement portant sur toute la population est réalisée tous les cinq ans, les populations de référence des années intermédiaires étant quant à elles estimées par interpolation ou extrapolation. Pour la commune, le premier recensement exhaustif entrant dans le cadre du nouveau dispositif a été réalisé en 2005.

En 2022, la commune comptait 423 habitants, en évolution de +1,2 % par rapport à 2016 (Aisne : −1,97 %, France hors Mayotte : +2,11 %).
| 1793 | 1800 | 1806 | 1821 | 1831 | 1836 | 1841 | 1846 | 1851 |
| ---- | ---- | ---- | ---- | ---- | ---- | ---- | ---- | ---- |
| 415  | 476  | 576  | 612  | 706  | 712  | 783  | 831  | 863  |

| 1856 | 1861 | 1866 | 1872 | 1876 | 1881 | 1886 | 1891 | 1896 |
| ---- | ---- | ---- | ---- | ---- | ---- | ---- | ---- | ---- |
| 877  | 842  | 884  | 806  | 742  | 721  | 733  | 651  | 645  |

| 1901 | 1906 | 1911 | 1921 | 1926 | 1931 | 1936 | 1946 | 1954 |
| ---- | ---- | ---- | ---- | ---- | ---- | ---- | ---- | ---- |
| 657  | 660  | 613  | 406  | 501  | 546  | 509  | 462  | 466  |

| 1962 | 1968 | 1975 | 1982 | 1990 | 1999 | 2005 | 2006 | 2010 |
| ---- | ---- | ---- | ---- | ---- | ---- | ---- | ---- | ---- |
| 434  | 455  | 427  | 403  | 483  | 492  | 461  | 452  | 416  |

| 2015 | 2020 | 2022 | - | - | - | - | - | - |
| ---- | ---- | ---- | - | - | - | - | - | - |
| 420  | 420  | 423  | - | - | - | - | - | - |

## Lieux et monuments
- Depuis novembre 2008, la mairie de Neufchâtel abrite un musée consacré à la vie du lieutenant-colonel Émile Driant, natif de la commune[32]. Musée géré par l'Association des amis du musée Driant.
- L'église Saint-Paul. Le 14 mars 2024, un incendie a ravagé sa toiture et provoqué l'effondrement d'une partie de la voûte[33].
- Le site d'une ancienne motte féodale, haute de quelques mètres, en lisière du bourg[34].
- Monument à la mémoire du lieutenant-colonel Émile Driant.

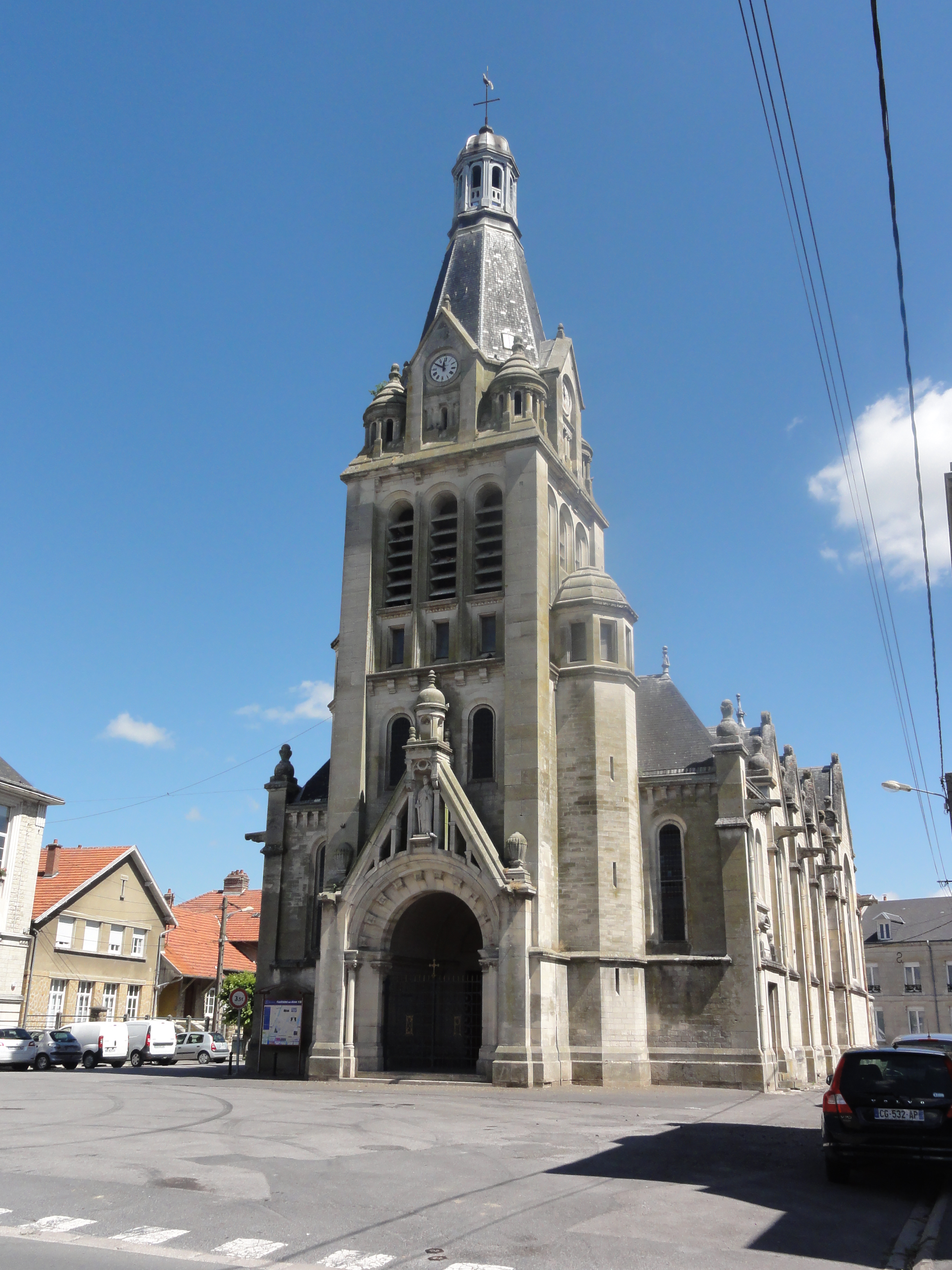
L'église.
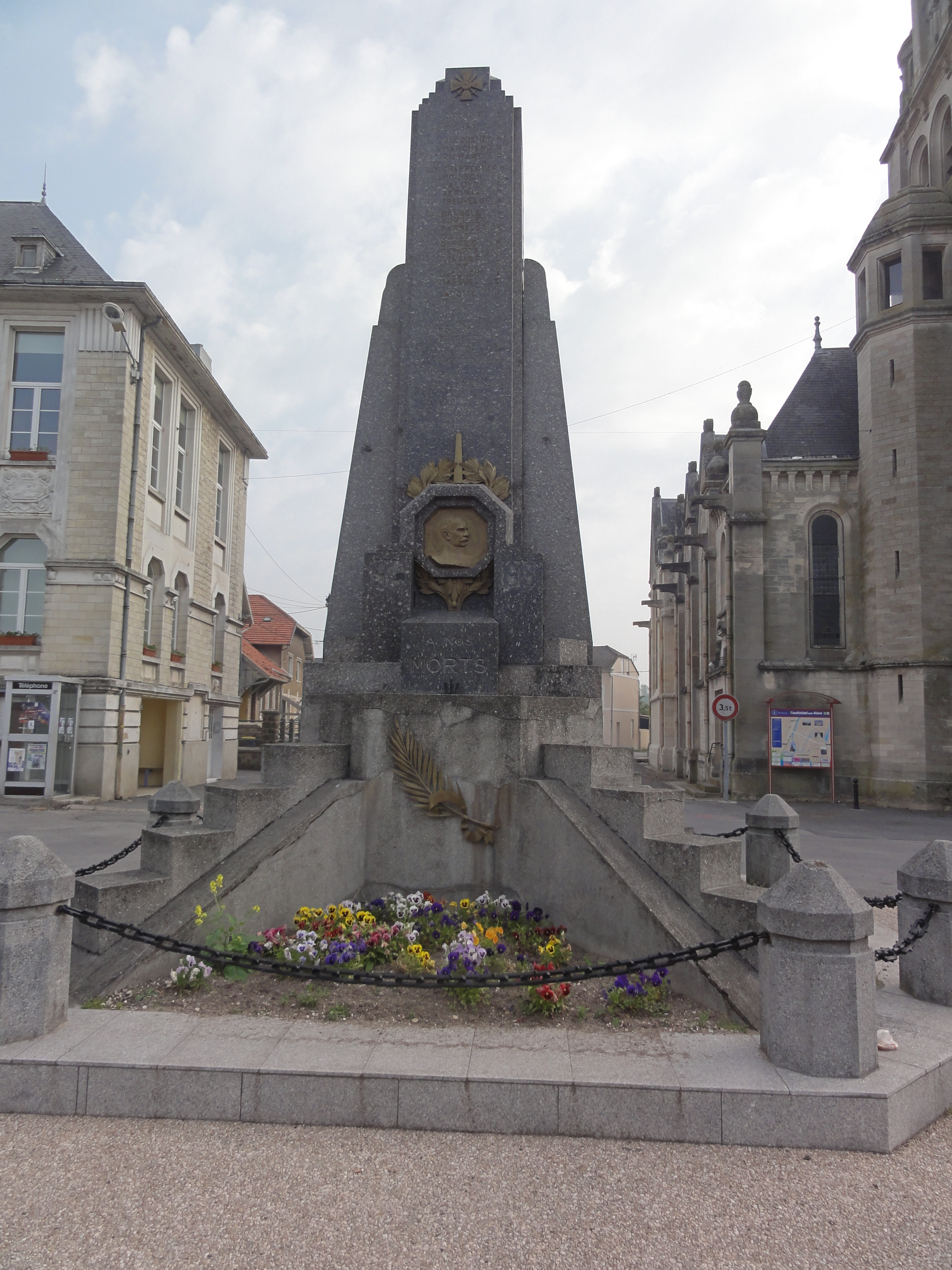
Monument aux morts.
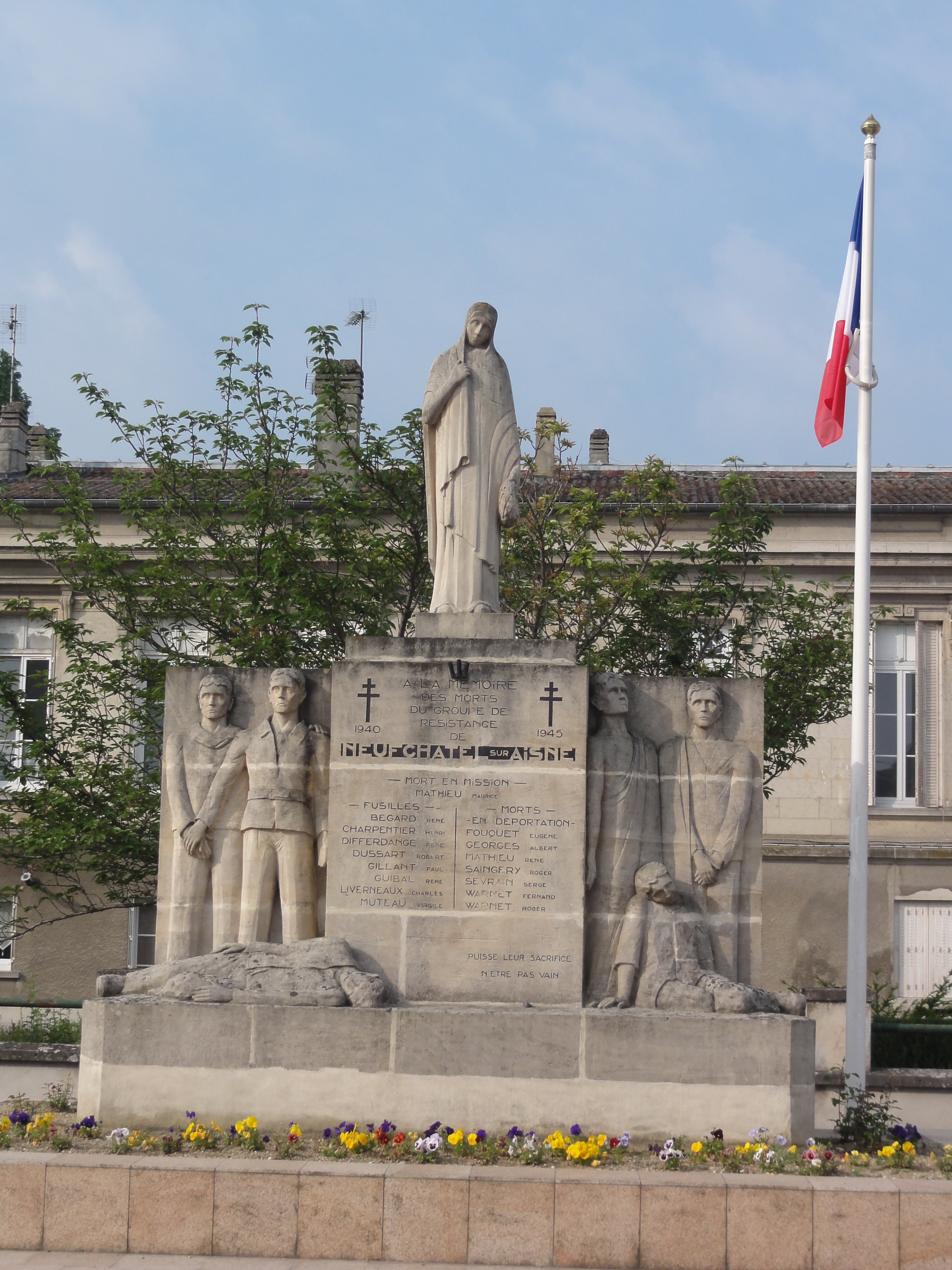
Monument du groupe de la Résistance.
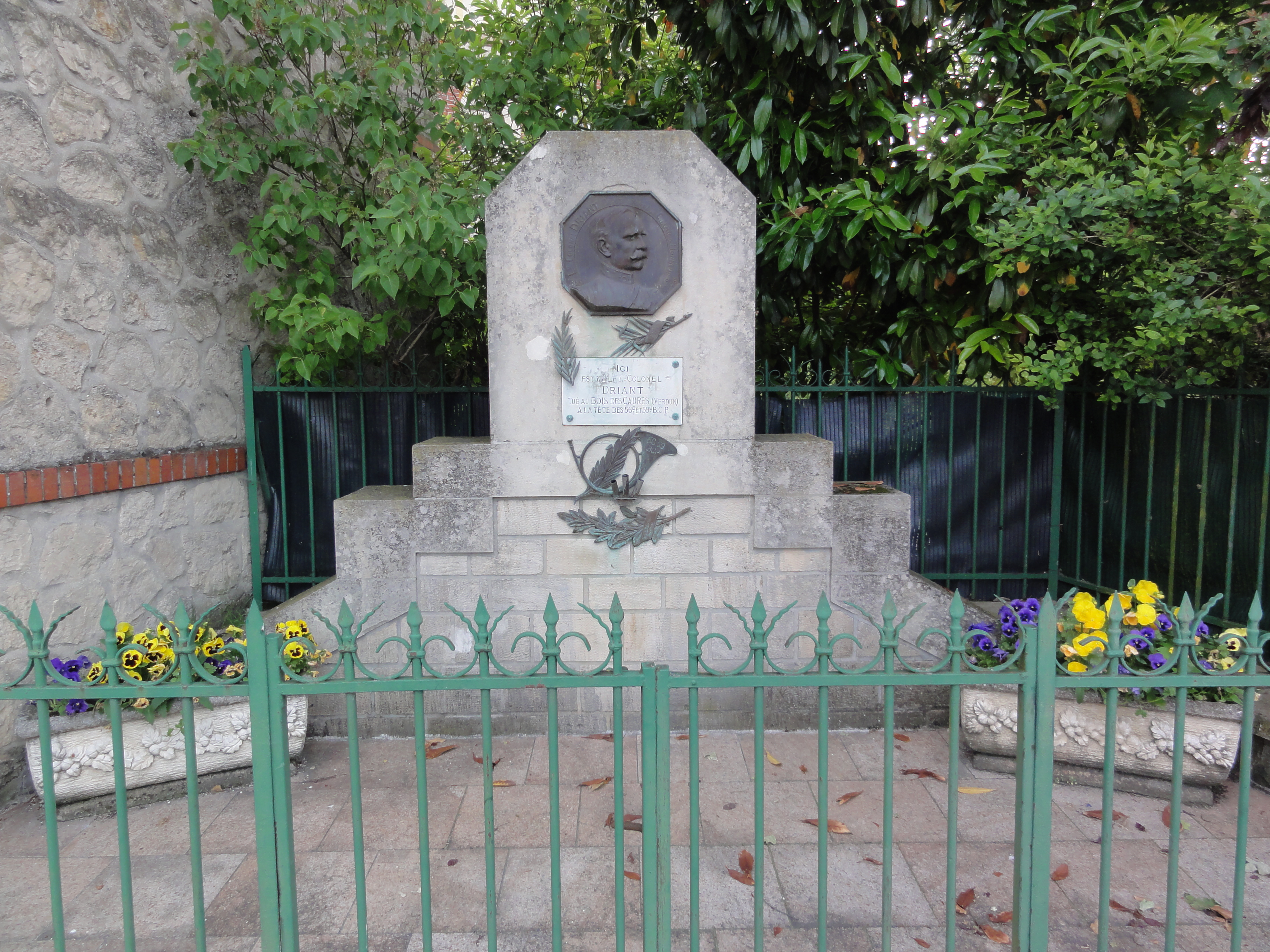
Monument du colonel Driant.

## Personnalités liées à la commune
- Jean Louis Théodore Mennesson-Tonnelier, né dans la commune en 1789, homme politique, maire de Reims de 1848 à 1849.
- Émile Driant, né dans la commune en 1855, officier de la Grande Guerre, tombé au champ d'honneur en 1916. Il est parrain de la 152e promotion de l'École spéciale de Saint-Cyr

## Jumelage
Vacherauville (France)